# メカニカル・ワンダー
| 専門評論家によるレビュー | 専門評論家によるレビュー                                            |
| レビュー・スコア         | レビュー・スコア                                                    |
| 出典                     | 評価                                                                |
| ------------------------ | ------------------------------------------------------------------- |
| Allmusic                 | link                                                                |
| Jam!                     | (unfavourable) link                                                 |
| entertainment.ie         | link                                                                |
| NME                      | (4/10) link                                                         |
| RTÉ.ie                   | link - ウェイバックマシン（2010年3月2日アーカイブ分）               |
| Rolling Stone            | (favourable) link - ウェイバックマシン（2008年8月29日アーカイブ分） |

『メカニカル・ワンダー』 (Mechanical Wonder) は、オーシャン・カラー・シーンによる5枚目のアルバム。全英アルバムチャートにおける最高順位は7位で、トップ75には4週間留まった。オーシャン・カラー・シーンがトップ10入りしたのはこれが最後である。
タイトルは、「メカニカル・ワンダーは、単なる私の部屋の騒音だ」という歌詞からダンス・ミュージックに対抗するものだと考えられている。しかし、バンドはこれを否定している。サイモン・ファウラーは、バンドのグレイテストヒッツアルバム『ザ・ベスト・オブ: ソングス・フォー・ザ・フロント・ロウ』のライナーノーツで、このタイトルは高速道路の車を表している、と述べている。サイモン・ファウラーは、「ひどいラジオ1でしか流されない」とも歌っており、バンドの曲があまり流されないことを皮肉ったものである。アルバムからの他のシングルには、チャートで良い結果を出した「アップ・オン・ザ・ダウン・サイド」がある。しかし、ブリットポップの人気がなくなり、アルバムは成功しなかった。このアルバムが失敗したため、バンドはアイランド・レコードとの契約を破棄することに決めた。

## 収録曲
1. アップ・オン・ザ・ダウン・サイド (Up on the Downside)
2. イン・マイ・フィールド (In my Field)
3. セイル・オン・マイ・ボート (Sail on my Boat)
4. ビゲスト・シング (Biggest Thing)
5. ウィ・メイド・イット・モア (We Made it More)
6. ギヴ・ミー・ア・レター (Give me a Letter)
7. メカニカル・ワンダー (Mechanical Wonder)
8. ユー・アー・アメイジング (You Are Amazing)
9. イフ・アイ・ゲイヴ・ユー・マイ・ハート (If I Gave You My Heart)
10. キャント・ゲット・バック・トゥ・ザ・ベースライン (Can't Get Back To The Baseline)
11. サムシング・フォー・ミー (Something For Me)
12. エニウェイ・エニハウ・エニホエア* (Anyway, Anyhow, Anywhere)

* - 日本盤限定ボーナストラック